# 亨涅伊环形山
涅伊环形山（Henyey）是月球背面北半球一座古老的大型撞击坑，约形成于前酒海纪，其名称取自美国天文学家路易斯·乔治·亨涅伊（Louis George Henyey ，1910年-1970年），1970年被国际天文联合会正式批准接受。

## 描述
该陨坑位于巨大的狄利克雷-杰克逊盆地东侧，其南端与狄利克雷环形山的北侧边缘相连；往东北相隔不到一座陨坑的距离，坐落着马赫环形山，亨涅伊环形的西南则横亘着米特拉环形山。该环形山的中心月面坐标为13°30′N 151°36′W / 13.5°N 151.6°W，直径68.74公里，深度2.75公里。
该陨坑已磨损或侵蚀，部分坑壁受后续撞击而崩塌瓦解。坑壁平均高出周边地形1280米，内部容积约4173.79公里³。长形的卫星坑亨涅伊 U附靠在它的西侧外壁上，坑内地表较为平坦，西部散落着一些小陨坑。

## 卫星陨石坑
按惯例，最靠近亨涅伊环形山的卫星坑在月图上以字母标注在该坑中心点的旁边。
| 亨涅伊 | 纬度    | 经度     | 直径    |
| ------ | ------- | -------- | ------- |
| U      | 14.2° N | 153.0° W | 45 公里 |
| V      | 14.7° N | 153.9° W | 26 公里 |

## 另请参阅
- 小行星1365 亨涅伊